# Javiña (Camariñas)
Javiña (llamada oficialmente Santa María de Xaviña) es una parroquia y una aldea española del municipio de Camariñas, en la provincia de La Coruña, Galicia. 

## Historia
En 1890, en las costas de esta parroquia naufragó el buque de la armada inglesa HMS Serpent.

## Demografía

### Parroquia
| Gráfica de evolución demográfica de Javiña (parroquia) entre 2000 y 2018 |
|                                                                          |
| Datos según el nomenclátor publicado por el INE.                         |

### Aldea
| Gráfica de evolución demográfica de Xaviña (aldea) entre 2000 y 2018 |
|                                                                      |
| Datos según el nomenclátor publicado por el INE.                     |

## Entidades de población
Entidades de población que forman parte de la parroquia:
- Agramar
- Boedo
- Borreiros (Os Borreiros)

- Brañas Verdes
- Brea
- Cancela (A Cancela)
- Chandeira
- Cobadiña (Covadiña)
- Costa (A Costa)
- Cruceiro (O Cruceiro)
- Gándara (A Gándara)
- Grela (A Agrela)
- Lamastredo
- Paxariña (A Paxariña)
- Pedrouso
- Penas do Raposo
- Pescadoira (Pescaduira)
- Pions (Os Pións)
- Piosa (A Piosa)
- Prado
- Santa Marina (Santa Mariña)
- Sixto (O Sisto)
- Tasaraño
- Telleiro
- Trasteiro
- Xaviña

## Arquitectura
En esta parroquia se encuentran varios ejemplos de arquitectura civil típica del agro gallego, como el pazo de Mouzo y la casa fuerte de Dor, típicos caserones de la nobleza gallega.
La iglesia parroquial data del siglo XII: la fachada ha sido remodelada en varias ocasiones, siendo su estructura de planta basilical con una interensante decoración interior en la zona del altar.